# Via Brasil (programa de televisão)
Via Brasil foi um programa de televisão produzido e exibido pela GloboNews. O programa mostrava reportagens com curiosidades e lugares do Brasil. Foi exibido pela GloboNews desde 1996, o programa que em seu apogeu era exibido todos os dias às 19h30, mas com o passar do tempo, o programa foi progressivamente perdendo espaço na GloboNews. Entre 25 de abril de 2015 e 21 de março de 2020, o programa foi reapresentado na TV Globo aos sábados às 6h da manhã, além de ser exibido de 29 de abril de 2018 até 26 de janeiro de 2025, aos domingos pela NSC TV, afiliada da TV Globo em Santa Catarina, também as 6h da manhã.
O programa foi apresentado por grandes nomes do jornalismo brasileiro, como Celso Freitas e Ana Paula Araujo. A última apresentadora do programa foi Renata Capucci, que assumiu em 11 de maio de 2019, com a saída de Luiza Zveiter para o Entretenimento da Globo.
Entre meados de 2006 e 2012 foi transmitido pela TV Globo (parabólica analógica) na faixa do Bom Dia Praça.

## Apresentadores
- Celso Freitas (1996[1]-2004[8])
- Maria Paula Carvalho (2006-2013)
- Ana Carolina Raimundi (2009-2012)
- Luciano Cabral (2013-2015)
- Joana Calmon (2016)
- Gabriela Ferreira (2016)
- Luiza Zveiter (2016-2019)
- Renata Capucci (2019-2020)

## Ligações Externas
- «Página oficial»